# جو کوپر (بازیکن فوتبال، زاده ۱۹۱۸)
جو کوپر (انگلیسی: Joe Cooper؛ ۱۶ فوریه ۱۹۱۸ – August 1992 (aged 74)) بازیکن فوتبال اهل بریتانیا بود.
از باشگاه‌هایی که در آن بازی کرده‌است می‌توان به باشگاه فوتبال کرو آلکساندرا و باشگاه فوتبال بلکپول اشاره کرد.